# Camille-Melchior Gibert
Camille-Melchior Gibert, född  den 18 september 1797 i Paris, död där den 30 juli 1866, var en fransk dermatolog. 
Gibert var elev till Laurent-Théodore Biett och senare läkare vid Hôpital Saint-Louis i Paris. Han dog under 1866 års parisiska koleraepidemi.
Gibert är ihågkommen för att han gav den första precisa beskrivningen av hudsjukdomen pityriasis rosea. Detta tillstånd har därför också kallats Giberts sjukdom. Hans mest kända arbete heter Traité pratique des maladies spéciales de la peau. 
År 1859 utförde han, tillsammans med Joseph-Alexandre Auzias-Turenne, ett kontroversiellt experiment där mänskliga patienter medvetet infekterades med syfilis för att bevisa smittrisken hos sekundär syfilis.